# Bibi Jones
Bibi Jones (Oklahoma City, 23 de juliol de 1991) és el nom artístic de Britney Maclin, una exactriu pornogràfica estatunidenca.

## Carrera
Va començar a actuar professionalment al novembre de 2010. En 2011 va ser l'actriu més jove a signar amb Digital Playground
Bibi Jones va debutar com stripper a Phoenix, Arizona. A l'edat de 19 anys, va esdevenir l'actriu més jove en signar per Digital Playground al desembre de l'any 2010, després d'actuar en diverses escenes com Britney Beth. Va ser portada de l'edició de juliol de 2011, de la revista Hustler.
El 17 de juliol de 2012, es va anunciar a través de YouTube, Facebook i Twitter que Britney es volia retirar de la indústria del cinema per a adults. El mes de febrer de 2013, va tractar de complir amb els tres anys restants del seu contracte amb Digital Playground. Jones viu a Scottsdale, Arizona, i es desplaça fins a la ciutat de Los Angeles per gravar les pel·lícules. Jones també va actuar juntament amb l'actor Peter North. A l'octubre de 2013, va anunciar que estava embarassada del seu primer fill, que va néixer el 23 d'abril de 2014.

## Premis
- 2012 – Premi AVN – Fan Award - Hottest Sex Scene – Babysitters 2 (amb Jesse Jane, Riley Steele, Kayden Kross, Stoya i Manuel Ferrara).